# Месје 66
Месје 66 (М66) је спирална галаксија у сазвежђу Лав која се налази у Месјеовом каталогу објеката дубоког неба.
Деклинација објекта је + 12° 59' 24" а ректасцензија 11h 20m 15,1s. Привидна величина (магнитуда) објекта М66 износи 8,9 а фотографска магнитуда 9,7. Налази се на удаљености од 10,199 милиона парсека од Сунца. М66 је још познат и под ознакама NGC 3627, UGC 6346, MCG 2-29-19, ARP 16, CGCG 67-57, ARAK 288, VV 308, ARP 317, PGC 34695.